# Karl-Heinz Münzner
Karl-Heinz Münzner (* 14. April 1946 in Diepholz) ist ein Generalmajor außer Dienst des Heeres der Bundeswehr.

## Leben

### Kindheit, Ausbildung und erste Verwendungen
Münzner legte 1966 das Abitur ab. Im gleichen Jahr trat er in Fürstenau in die Bundeswehr ein und absolvierte von 1966 bis 1969 als Offizieranwärter die Offizierausbildung zum Offizier des Truppendienstes der Artillerietruppe. Von 1969 bis 1974 war er Vermessungsoffizier bei der Artillerie und S2-Offizier (Militärisches Nachrichtenwesen) beim Raketenartilleriebataillon 112 in der Barbara-Kaserne in Delmenhorst. Von 1974 bis 1978 hatte er zwei Verwendungen als Batteriechef einer mit der Kurzstreckenrakete MGR-1 Honest John ausgestatteten Raketenartilleriebatterie und einer Begleitbatterie. Eine Begleitbatterie hatte vorrangig den Auftrag, ein Sondermunitionslager und die dortige Sondermunition (Kernwaffen) zu bewachen, die für den Einsatz im Verteidigungsfall im Kalten Krieg vorgesehen waren.

### Dienst als Stabsoffizier
Von 1978 bis 1980 absolvierte Münzner den 21. Generalstabslehrgang Heer an der Führungsakademie der Bundeswehr in Hamburg, wo er zum Offizier im Generalstabsdienst ausgebildet wurde. Anschließend war er von 1980 bis 1982 G4 (Logistik) im Stab der Panzergrenadierbrigade 7 in Hamburg. 1983 nahm er am brasilianischen Generalstabslehrgang Heer teil und wurde von 1984 bis 1986 Referent im Referat VI 3 im Führungsstab des Heeres (Fü H) im Bundesministerium der Verteidigung (BMVg) in Bonn, wo er für die Planung von Artillerie, Pionier, Flugabwehr und Aufklärung zuständig war. Danach war er vom 21. März 1986 bis 29. März 1988 Bataillonskommandeur des Panzerartilleriebataillons 115 in Neunburg vorm Wald. 1988 wurde er G4/G1-Offizier (Logistik/Personal) im Territorialkommando Süd in Mannheim und 1990 G4-Offizier im damals neuen Heereskommando Ost in Potsdam, das die von der Nationalen Volksarmee der Deutschen Demokratischen Republik in die Bundeswehr übernommenen Truppenteile des Heeres führte und 1991 zum IV. Korps wurde. Von 1991 bis 1993 war er Abteilungsleiter I im Materialamt des Heeres, 1994 Mitglied der Arbeitsgruppe für Aufwandsbegrenzung im Betrieb (AGAB) im Führungsstab der Streitkräfte im BMVg und 1994 bis 1995 Referatsleiter Fü H V 2.

### Dienst als General
Von 1995 bis März 1999 war Münzner Abteilungsleiter I und General der Heereslogistik im Heeresunterstützungskommando in Mönchengladbach und vom 19. März 1999 bis 2004 Stabsabteilungsleiter II im Fü H, zuständig für Planung, Haushalt, Rüstung, Logistik und Sanitätswesen des Heeres. Zugleich war er Beauftragter des Bundesministers der Verteidigung für die Projekte HIL und Flottenmanagement Bw. Von 2004 bis 2009 war er General Manager der NATO Maintenance and Supply Agency in Capellen in Luxemburg.

### Privatwirtschaftliche Tätigkeit nach der Dienstzeit
Seit 2009 ist Münzner als Unternehmensberater tätig. Er ist Geschäftsführer der m²c GmbH und seit 2015 Senior Vice President der Bratunac International Holding (BIH) mit Sitz in Dubai, Vereinigte Arabische Emirate.

### Familie
Münzner ist verheiratet und hat einen Sohn.